# Jackass Forever
Jackass Forever es una película de comedia y telerrealidad estadounidense dirigida por Jeff Tremaine, junto con los productores Spike Jonze y Johnny Knoxville, y estrenada por Paramount Pictures. Es la cuarta entrega principal de la serie de películas Jackass, después de Jackass 3D (2010). La película está protagonizada por los miembros originales de Jackass, Knoxville, Danger Ehren, Steve-O, Dave England, Chris Pontius, Wee Man, Preston Lacy, así como nuevos miembros del equipo e invitados famosos.
Jackass Forever se estrenó en el Chinese Theatre en Hollywood, California el 1 de febrero de 2022, y se estrenó en cines el 4 de febrero. La película fue bien recibida por la crítica, y muchos la consideraron la mejor película de la franquicia. También fue un éxito comercial, recaudando más de $80 millones en todo el mundo con un presupuesto de $10 millones.

## Sinopsis
Jackass Forever, es una compilación de acrobacias, parodias y bromas intercaladas con cabezas parlantes en el plató con su elenco. La película comienza con un tributo a las películas kaiju, en lo que parece ser una ciudad invadida por un monstruo verde gigante. En realidad, es un pene de Chris Pontius' pintado de verde sobre un pequeño conjunto de una ciudad. La introducción termina con el "monstruo" mordido por una tortuga mordedora.
Las acrobacias y bromas con el elenco principal incluyen a Johnny Knoxville enfrentándose a un toro que tiene consecuencias peligrosas, Steve-O usando su pene como colmena, Chris Pontius usando el pene como remo por pelota de pádel, Dave England recibiendo semen de cerdo sobre él, un buitre comiendo trozos de carne del cuerpo de Wee Man, Ehren McGhehey siendo sometido a pruebas dolorosas con un copa atlética, y los testículos de Preston Lacy siendo utilizados como un saco de boxeo humano. Los recién llegados también aparecen en muchas de las acrobacias y bromas, incluido Jasper Dolphin siendo disparado desde una rampa por grandes fanáticos industriales mientras él sostiene un paracaídas, Rachel Wolfson con un escorpión picando sus labios, Poopies peleando de una Texas Ratsnake, Zach Holmes deslizándose hacia un lecho de cactus, y Eric Manaka andando en bicicleta a toda velocidad contra una pared falsa.
El truco final, Vomitron, presenta a Zach, Dave, Eric, Poopies, Steve-O y Jasper bebiendo leche mientras están atados a un carrusel de alta velocidad. Cuando comienzan a vomitar, Knoxville y el resto del elenco inician un ataque con pistolas de paintball, una máquina de tenis y múltiples explosiones. Después de asegurarse de que el truco ha terminado, se desencadena una gran explosión que sorprende a las víctimas del truco.

## Reparto
El elenco de las películas anteriores regresará, con la excepción de Ryan Dunn, quien murió en un accidente automovilístico en junio de 2011.
- Johnny Knoxville
- Steve-O
- Wee Man
- Chris Pontius
- Dave England
- Danger Ehren
- Preston Lacy
- Sean "Poopies" McInerney[5]
- Jasper Dolphin[5]
- Zach Holmes[5]
- Rachel Wolfson[5]
- Eric Manaka[5]
- Compston "Darkshark" Wilson[5]
- Bam Margera: aunque Margera fue despedido de la producción en febrero de 2021,[6] las escenas que filmó se incluirán en la película.[7]

Apariciones de invitados:
- Eric André[8]
- Tory Belleci[9]
- Shaquille O'Neal[10]
- Tony Hawk[10]
- Mat Hoffman[10]
- Aaron "Jaws" Homoki[11]
- Francis Ngannou[12]
- DJ Paul[13]
- Machine Gun Kelly[14]
- Tyler, the Creator[14]
- Jules Sylvester[14]
- Danielle O'Toole[14]
- Rob Dyrdek[14]
- Chris Raab[15]
- The Dudesons[16]

Al igual que en el programa de televisión y las películas anteriores, el director, escritor y productor Jeff Tremaine, el productor y escritor Spike Jonze, el coproductor y fotógrafo Sean Cliver, y los operadores de cámara Lance Bangs y Rick Kosick aparecerán en la película. También será la primera película de la serie que no contará con una aparición especial de Rip Taylor, quien murió en octubre de 2019.

## Producción

### Desarrollo
En una entrevista de AltPress de 2018, Johnny Knoxville dijo que está abierto a hacer una cuarta película de Jackass que puede presentar algunos miembros nuevos del elenco, "solo para traerle sangre fresca". Dijo que continúa escribiendo ideas para una película de Jackass y que "mucho" se ha reservado en caso de que el proyecto reciba luz verde. En julio de 2019, el miembro del elenco Chris Raab dijo que había entrevistado al equipo de Jackass en su podcast Bathroom Break y señaló que todos todavía estaban abiertos a una cuarta película si Knoxville, Jeff Tremaine y Spike Jonze estaban de acuerdo. En una entrevista de septiembre de 2020 con The AV Club, Steve-O dijo que estaba sorprendido de que la película se hiciera realidad.
Durante una entrevista de podcast de enero de 2021, Bam Margera indicó que Paramount Pictures lo considera un riesgo debido a su comportamiento en los últimos años. Indicó que Jeff Tremaine había luchado con el estudio para mantener a Margera en la película, pero Margera aún no estaba seguro de que Paramount le permitiera participar en la filmación de la película. El 11 de febrero de 2021, Margera publicó varios videos en su cuenta de Instagram, en los que admitió haber roto su sobriedad y afirmó que había sido despedido oficialmente de la filmación de Jackass 4. A lo largo del video, se podía ver a Margera llorando, vomitando y aludiendo a haber buscado "cómo atar una soga" antes de mudarse a Oceanside, California. Margera alegó que Paramount lo había estado obligando a tomar antidepresivos, someterse a pruebas de orina al azar y registrarse en dos centros de rehabilitación con su propio dinero. También expresó su desdén por Tremaine, Johnny Knoxville y Spike Jonze antes de pedirles a sus fanáticos que boicotearan la película. Luego solicitó a sus seguidores que le enviaran dinero para filmar su propia película para competir con Jackass 4. Los videos fueron eliminados de la cuenta de Instagram de Margera poco después de ser publicados.
El 25 de mayo de 2021, Tremaine presentó una orden de restricción temporal contra Margera debido al acoso de Margera a Tremaine y Knoxville a través de Instagram. Tremaine recibió una orden de restricción adicional de tres años, extendida a la esposa y los hijos de Tremaine, luego de que Margera supuestamente envió amenazas de muerte a la familia. El 9 de agosto de 2021, Margera presentó una demanda contra Knoxville, Jonze y Tremaine, así como contra Paramount Pictures, MTV, Dickhouse Entertainment y Gorilla Flicks, alegando que fue despedido injustamente de la producción de la película. Margera también afirma que la próxima película hace uso de las contribuciones que hizo antes de su despido y, como resultado, busca una orden judicial para el estreno de la película en octubre.
En una entrevista de GQ de mayo de 2021, Johnny Knoxville declaró que Jackass Forever será su última contribución a la franquicia Jackass. "Solo puedes arriesgarte hasta cierto punto antes de que suceda algo irreversible", dijo Knoxville. "Siento que he tenido mucha suerte de correr los riesgos que he tomado y todavía estar caminando". El 25 de mayo de 2021, Knoxville apareció en la serie web de GQ titulada Almost Me. Se le preguntó si habría nuevos miembros en el reparto de Jackass Forever, y Knoxville confirmó que habrá seis nuevos miembros en el reparto: Jasper Dolphin, Compston "Darkshark" Wilson (que es el padre de Jasper), Eric Manaka (que tenía una papel en la película Action Point de Knoxville), Rachel Wolfson, Zach Holmes y Sean "Poopies" McInerney. El 12 de julio de 2021, Knoxville fue invitado a una entrevista en Jimmy Kimmel Live! donde reveló el nuevo título oficial de la película como Jackass Forever, también mostró las primeras fotos oficiales de Jackass Forever en esta entrevista.
El 12 de julio de 2021, Wee Man fue invitado al podcast The Nine Club con Chris Roberts. En este podcast, Wee Man dijo que, de todas las películas de Jackass, "esta es la que más duele". También afirmó que planeaban filmar en diferentes lugares del mundo, pero debido a COVID-19 eso no sucedió. También afirmó que Paramount Pictures usó Jackass Forever para ver cómo los estudios de cine podrían volver a filmar durante la pandemia de COVID-19.
Debido a que la mayor parte de esta película se filmó durante la pandemia de COVID-19, todos los miembros del elenco y del equipo tuvieron que hacerse la prueba de COVID-19 todos los días de la filmación. El 6 de enero de 2022, el director Jeff Tremaine declaró que todas las pruebas combinadas tuvieron un costo de alrededor de un millón de dólares.

### Rodaje
La filmación de prueba comenzó a principios de marzo de 2020. Durante los dos días de filmación de prueba, el skater profesional Aaron "Jaws" Homoki se rompió la muñeca. El primer día de filmación, el elenco arrojó un montón de serpientes a Bam Margera en la oscuridad para alterar su miedo a las serpientes. Dos días después de recibir la luz verde, tanto Steve-O como Johnny Knoxville fueron hospitalizados. Steve-O y Wee Man confirmaron que la filmación se canceló después de una semana debido a la pandemia de COVID-19. La fotografía principal comenzó el 21 de septiembre de 2020, con Dimitry Elyashkevich como director de fotografía. El 15 de diciembre de 2020, se anunció públicamente que Knoxville y Steve-O fueron hospitalizados debido a lesiones en el set.

## Estreno
Jackass Forever fue estrenada en cines por Paramount Pictures el 4 de febrero de 2022. El 19 de diciembre de 2019, Paramount confirmó que la cuarta película de Jackass estaba programada para el 5 de marzo de 2021. En abril de 2020, la fecha de estreno se retrasó hasta el 2 de julio de 2021. En julio de 2020, la película se retrasó nuevamente hasta el 3 de septiembre de 2021 debido a la pandemia de COVID-19. En abril de 2021, la película se retrasó una vez más hasta el 22 de octubre de 2021. En septiembre de 2021, la película se retrasó una vez más hasta el 4 de febrero de 2022.

## Recepción
Jackass Forever recibió reseñas generalmente positivas de parte de la crítica y de la audiencia. En el sitio web especializado Rotten Tomatoes, la película posee una aprobación de 86%, basada en 169 reseñas, con una calificación de 7.0/10 y con un consenso crítico que dice: "Un resurgimiento de una franquicia alegremente gonzo, Jackass Forever hará que te preocupes más que nunca por la salud y la seguridad del elenco -- pero no lo suficiente como para contener la risa." De parte de la audiencia tiene una aprobación de 85%, basada en más de 2500 votos, con una calificación de 4.2/5.
El sitio web Metacritic le dio a la película una puntuación de 74 de 100, basada en 40 reseñas, indicando "reseñas generalmente positivas". Las audiencias encuestadas por CinemaScore le otorgaron a la película una "B+" en una escala de A+ a F, mientras que en el sitio IMDb los usuarios le asignaron una calificación de 6.8/10, sobre la base de más de 50 000 votos. En la página web FilmAffinity la cinta tiene una calificación de 5.7/10, basada en 1822 votos.

## Jackass 4.5
En una entrevista de 2021 en The Film Stage, se le preguntó al director de Jackass, Jeff Tremaine, si Eric André aparecerá en Jackass Forever después de trabajar juntos en Bad Trip. "Tal vez Eric está en esto. Si no lo es, estará en Jackass 4.5", dijo Tremaine. El 7 de junio de 2021, Ehren McGhehey declaró que filmaron tanto para Jackass Forever que tienen dos películas con metraje. También dijo que Jackass 4.5 se lanzará de la misma manera que Jackass 2.5 y Jackass 3.5, y constará de detrás de escenas, imágenes sin usar, tomas descartadas y entrevistas con el elenco y los miembros del equipo. El 31 de julio de 2021, Chris Pontius confirmó que Jackass 4.5 se estrenaría en Netflix.